# Weindorf (Gemeinde Sankt Georgen am Längsee)
Weindorf ist eine Ortschaft in der Gemeinde St. Georgen am Längsee im Bezirk Sankt Veit an der Glan in Kärnten (Österreich). Die Ortschaft hat 41 Einwohner (Stand 1. Jänner 2024). Sie liegt auf dem Gebiet der Katastralgemeinde Launsdorf.

## Lage
Die Ortschaft liegt im Zentrum des Bezirks Sankt Veit an der Glan, im Norden der Gemeinde Sankt Georgen am Längsee, rechtsseitig (also westlich) im Tal der Gurk, das sich hier zwischen Krappfeld und Launsdorfer Senke verengt. Sie besteht aus
- einer Siedlung im Bereich des alten Ortskerns, dort wo der von St. Georgen über Rottenstein herführende Höllweg ins Tal der Gurk mündet
- einer Siedlung (zur Zeit des Franziszeischen Katasters befand sich dort lediglich die Schusterkeusche) 300 m nördlich des alten Ortskerns
- einer kleinen Siedlung (besteht seit dem 20. Jahrhundert) 300 m südöstlich des alten Ortskerns, jenseits der Kronprinz Rudolf-Bahn
- einem Hof (besteht seit der zweiten Hälfte des 20. Jahrhunderts) rund 1 km nördlich des alten Ortskerns

Die Weindorfermühle und ihre Nebengebäude, die sich etwa 800 m nördlich des alten Ortskerns an der Gurk befanden, kamen bald nach Mitte des 20. Jahrhunderts ab.

## Geschichte
Der Ort wird 1256 als Weinerdorf erwähnt, was offenbar auf den damals hier betriebenen Weinbau hinweist.
Auf dem Gebiet der Steuergemeinde Launsdorf liegend, gehörte der Ort in der ersten Hälfte des 19. Jahrhunderts zum Steuerbezirk Osterwitz. Seit der Bildung der Ortsgemeinden im Zuge der Reformen nach der Revolution 1848/49 gehört Weindorf zur Gemeinde Sankt Georgen am Längsee.

## Bevölkerungsentwicklung
Für die Ortschaft zählte man folgende Einwohnerzahlen:
- 1869: 11 Häuser, 86 Einwohner[3]
- 1880: 13 Häuser, 82 Einwohner[4]
- 1890: 13 Häuser, 82 Einwohner[5]
- 1900: 14 Häuser, 102 Einwohner[6]
- 1910: 13 Häuser, 83 Einwohner; davon 10 Häuser mit 66 Einwohnern in dem den Kern des Orts bildenden Dorf[7]
- 1923: 12 Häuser, 73 Einwohner; davon 9 Häuser mit 61 Einwohnern in dem den Kern des Orts bildenden Dorf[8]
- 1934: 78 Einwohner[9]
- 1961: 20 Häuser, 73 Einwohner[10]
- 2001: 21 Gebäude (davon 19 mit Hauptwohnsitz) mit 22 Wohnungen; 55 Einwohner und 4 Nebenwohnsitzfälle; 22 Haushalte; 1 Arbeitsstätte; 4 land- und forstwirtschaftliche Betriebe[11]
- 2011: 22 Gebäude, 38 Einwohner, 20 Haushalte, 1 Arbeitsstätte[12]
- 2021: 24 Gebäude, 41 Einwohner, 20 Haushalte, 2 Arbeitsstätten[13]